# Такэмото, Ясухиро
Ясухиро Такэмото (яп. 武本康弘 Такэмото Ясухиро, 5 апреля 1972, префектура Хёго — 18 июля 2019, Киото) — японский режиссёр-постановщик и художник-мультипликатор аниме.

## Биография
После окончания школы Ясухиро Такэмото поступил на очное отделение Академии мультипликации Ёёги на курсы по специальности мультипликатора. Вскоре параллельно учёбе он начал свою карьеру в качестве художника-мультипликатора, работая на различных студиях в течение неполного рабочего дня. В 1997 году Такэмото впервые получил должность ведущего мультипликатора во время производства аниме-сериала Hyper Police, в котором отвечал за производство десятой серии картины. В 2000 году после ряда проектов ему было доверено создание раскадровки для нескольких серий Gate Keepers.
В 2002 году после смены множества студий Ясухиро Такэмото устроился на работу в Kyoto Animation, где его сразу же утвердили в должности режиссёра-постановщика первого телесериала собственного производства студии — «Стальная тревога? Фумоффу». Спустя два года Такэмото срежиссировал продолжение этого сериала — аниме «Стальная тревога! Второй рейд», после чего участвовал в других проектах студии в качестве ведущего мультипликатора. В 2007 году Такэмото заменил Ютаку Ямамото на посту режиссёра экранизации ёнкомы Lucky Star.
После этого Такэмото участвовал во всех проектах Kyoto Animation по франшизе «Харухи Судзумия» как основной помощник главного режиссёра Тацуи Исихары. В 2009 году в виде ONA были выпущены два пародийных сериала Suzumiya Haruhi-chan no Yuutsu и Nyoron Churuya-san, в которых режиссёром-постановщиком являлся уже сам Такэмото. Обе работы были удостоены премии Animation Kobe в номинации «Лучшая интернет-анимация». В том же 2009 году Такэмото возглавил работу над полнометражным фильмом «Исчезновение Харухи Судзумии», вышедшим на экраны 6 февраля 2010 года и заработавшим более миллиона долларов США только за первые два дня проката. По итогам 2010 года эта картина получила главный приз Animation Kobe в номинации «Лучший полнометражный фильм».
Последними режиссёрскими проектами Такэмото стали сериалы Hyouka, Amagi Brilliant Park, «Дракорничная госпожи Кобаяси», а также фильм High Speed! Free! Starting Days.
18 июля 2019 года погиб при поджоге студии Kyoto Animation.

## Фильмография
указаны работы в должности режиссёра-постановщика
- Nurse Witch Komugi-chan (2002) (серии 1 и 2)
- «Стальная тревога? Фумоффу» (2003)
- «Стальная тревога! Второй рейд» (2005)
- Lucky Star (серии 5—24) (2007)
- Suzumiya Haruhi-chan no Yuutsu (2009)
- Nyoron Churuya-san (2009)
- «Исчезновение Харухи Судзумии» (2010)
- Hyouka (2012)
- Amagi Brilliant Park (2014)
- High Speed! Free! Starting Days (2015)
- «Дракорничная госпожи Кобаяси» (2017)